# Kasteel Benrath
Kasteel Benrath is een luxe paleis uit de achttiende eeuw in het stadsdeel Benrath in Düsseldorf, Noordrijn-Westfalen. In het slot bevinden zich een museum voor Europese tuinkunst en een natuurhistorisch museum. Het corps de logis in rococostijl wordt gekenmerkt door een brede roze gevel en een donkergrijs dak.
Het kasteel, gebouwd tussen 1755 en 1773, is ontworpen als een zomerkasteel, bedoeld om te jagen en zich te ontspannen. De grote ronde feestzaal vormt het centrum. Het meubilair, de schilderijen, het porselein is van grote kunstwaarde uit de tweede helft van de 18de eeuw.

## Geschiedenis

### Middeleeuws kasteel
Een origineel kasteel van de "Herren van Benroide", waarover geen precieze informatie is overgeleverd, werd tegen het einde van de 12e eeuw door de graven van Berg overgenomen. Ook is niet bekend of dit kasteel al een waterburcht was of dat de "Bergers" het eerst hebben herbouwd. 
De originele waterburcht uit de 15e eeuw, die nu in verval was geraakt, zou in 1660 omgebouwd worden tot een representatieve waterburcht in renaissancestijl. Het werd in 1666 voltooid en werd gebruikt voor de zomer- en jachtverblijven van de familie van de hertog.

### Barok kasteel
In 1755 besloot keurvorst Karel Theodoor (1724-1799) een nieuw buitenverblijf in barokstijl te bouwen. Hij gaf hofarchitect Nicolas de Pigage, die in Parijs was opgeleid, de opdracht om het nieuwe gebouw te ontwerpen. Hij liet eerst de vervallen waterburcht slopen; alleen de kapel en een zijvleugel, de zogenaamde oranjerie, werden bewaard. Bewijzen van het oude kasteel zijn nog steeds te vinden in fresco's, stucwerk en open haarden in de kamers van de oranjerie en op een altaar in de kapel. 
Het werk aan de binnen- en buitenkant werd in 1771 voltooid. Afgezien van kleine veranderingen in de tuin is kasteel Benrath nog steeds onveranderd. De binnenstructuur van het kasteel is effectief en ontworpen voor een rijk hof. In de dikke binnenmuren loopt een ingenieus gangenstelsel voor de bedienden met een eigen trap, zodat de prins en zijn gasten zo min mogelijk door het personeel gestoord werden.
Keurvorst Karel Theodoor en Keurvorstin Elisabeth Auguste genoten echter nauwelijks van het comfortabele paleis. Ze bezochten het lustpaleis maar één keer.

## Musea

### Corps de logis
Het centrale gebouw van het kasteel -corps de logis- was het oorspronkelijke woongedeelte van de keurvorst. Vanaf de buitenzijde oogt het gebouw bijna bescheiden. Achter de façade gaat echter een geavanceerd, vernuftig gestructureerd systeem van 80 kamers, twee atriums en zeven trappen schuil, verdeeld over vier verdiepingen. Het toont vandaag de dag enkele oorspronkelijk ingerichte kamers en er zijn enkele wisselende tentoonstellingen te bekijken. In de kelder van het kasteel is er ook een lapidarium dat de originelen toont van enkele figuren en standbeelden die moeten worden beschermd tegen het weer buiten.

### Natuurhistorisch museum
In de westvleugel van het kasteel, dat vroeger dienst deed als huisvesting voor het personeel, bevindt zich sinds 1929 een natuurhistorisch museum. Het op de regio gerichte museum, vertelt over dieren, planten, rivieren en geologie van het Bergse Land. Er wordt ook aandacht geschonken aan het Neanderthal waar in de 19e eeuw botten van Neanderthalers werden gevonden.
In de permanente tentoonstelling "Rivieren en hun uiterwaarden, met speciale aandacht voor de Rijn", wordt de diversiteit van het leefgebied in Midden-Europa, dat het rijkst is aan dier- en plantensoorten, gepresenteerd. De tentoonstellingseenheid geeft informatie over rivierdynamiek, riviermorfologie, overstromingsproblematiek, dijkverlegging en daarmee over de renaturatie van uiterwaarden. Bijzonder is de collectie dierensculpturen van Josef Pallenberg.

### Museum voor tuinkunst
In het museum voor de tuinkunst ligt de nadruk op Europese siertuinen. De belangrijkste soorten tuinen sinds de Griekse en Romeinse tijd komen aan bod, maar er wordt ook aandacht besteed aan de stadsparken van de 21ste eeuw. Verder komen ook aanverwante thema's zoals beeldhouwkunst, houtsnijkunst, geneeskrachtige planten en het verzamelen van planten, aan bod. 

## Het kasteelpark

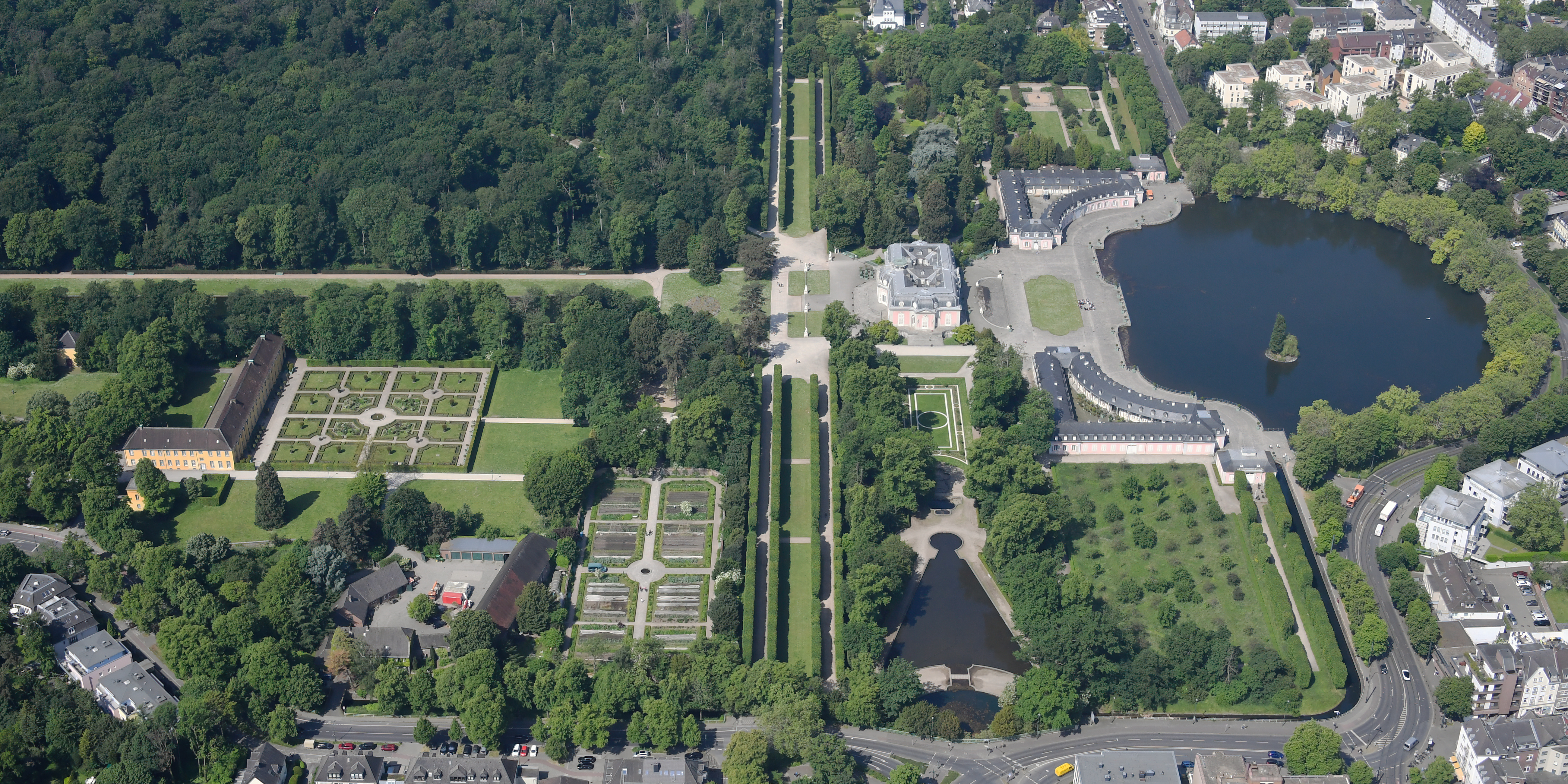
Luchtfoto van het noordelijke en oostelijke deel van het Schlosspark

Het uitgestrekte kasteelpark (61,2 hectare ) strekt zich uit aan de zuidkant van het paleis. Deze bestaat uit verschillende tuingebieden die op verschillende tijdstippen zijn aangelegd. Het oudste deel van het park dateert uit de 17e eeuw, toen het oude kasteel werd gebouwd. De 470 meter lange spiegelvijver vormt de hoofdas en komt overeen met de centrale as in het gebouw met de vestibule en koepelhal. De vijver is omzoomd met gazons en hoge bomen. Ten oosten van de vijver kom je bij de oranjerie, die samen met het poortgebouw de laatste overblijfselen zijn van het oorspronkelijke jachthuis Benrath. Door het hele parkgebied loopt een grachtenstelsel dat verschillende wateren in het park van water voorziet.
De privétuinen bevinden zich aan weerszijden van het hoofdgebouw: in het oosten een symmetrische Franse baroktuin, in het westen een Engels gedeelte dat aan het begin van de 19e eeuw is aangelegd. Oorspronkelijk was er ook een tuin in Franse stijl met een rechthoekig waterbassin in het midden.
Het kasteelpark Benrath is zowel artistiek van hoge kwaliteit als cultureel en natuurlijk van groot belang voor de geschiedenis van de tuinkunst. De compositie van de historische tuin, de herinrichting ervan en de monumentale reconstructie zijn onlosmakelijk verbonden met de architectuur en vormen een totaalkunstwerk. Het park en zijn tuinen, verenigd in een overkoepelend ontwerpidee, getuigen van de belangrijke culturele en natuurlijke geschiedenis van de regio. In het park leven meer dan 80 soorten vogels en meer dan 300 soorten kevers.

## Fotogalerij

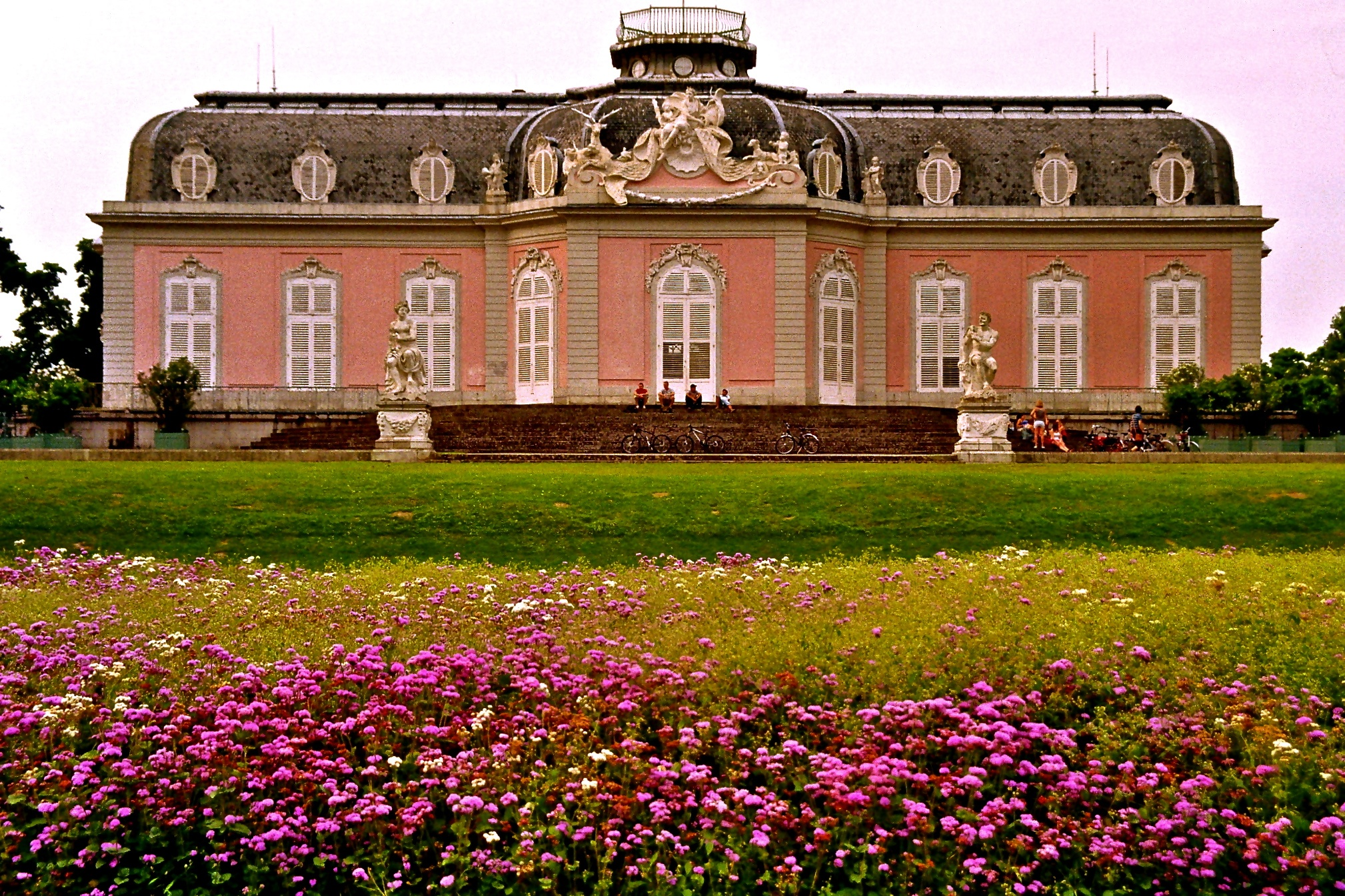
Corps de logis (hoofdgebouw).
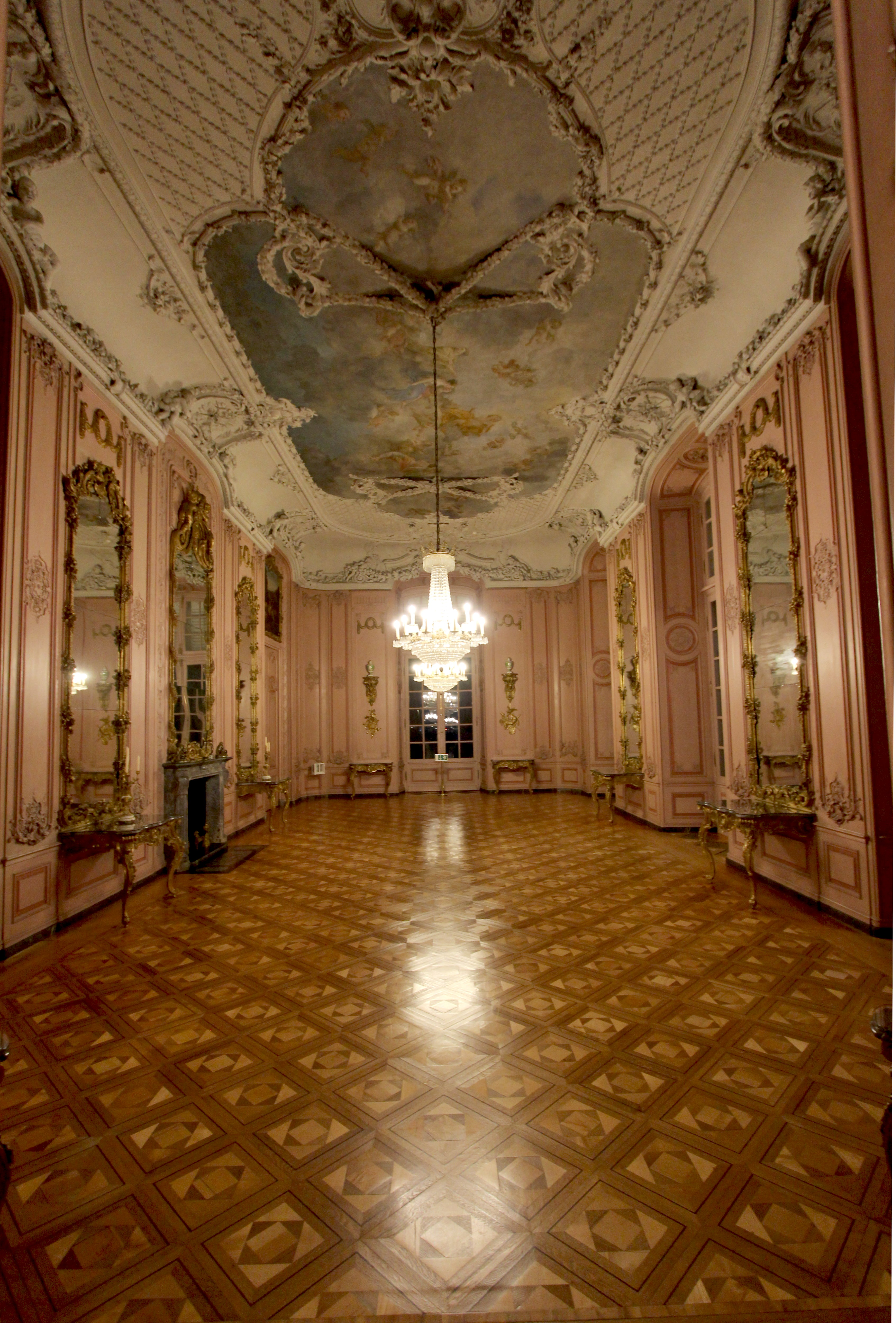
Zaal van het kasteel.
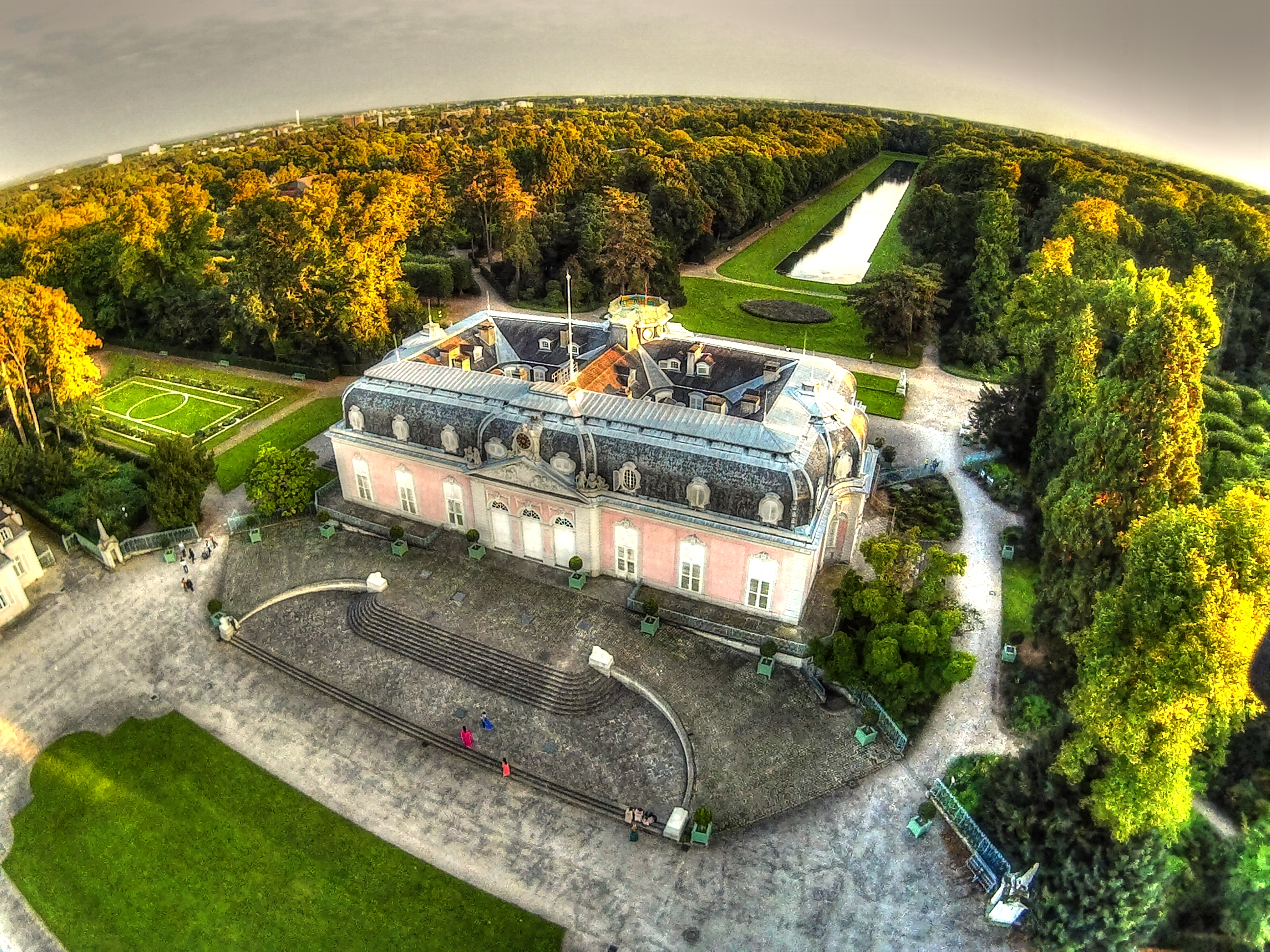
Het kasteel met tuin.